# Mercedes-Benz W206
Mercedes-Benz W206 (eller Mercedes-Benz C-klass) är en personbil som den tyska biltillverkaren Mercedes-Benz introducerade i februari 2021.
Versioner:
| Modell                  | Årsmodell | Motor                      | Cylindervolym | Effekt | Bränslesystem                      |
| ----------------------- | --------- | -------------------------- | ------------- | ------ | ---------------------------------- |
| C200 d                  | 2022-     | OM654: 4-cyl radmotor DOHC | 1993 cm³      | 163 hk | Common rail turbodiesel            |
| C220 d                  | 2021-     | OM654: 4-cyl radmotor DOHC | 1993 cm³      | 200 hk | Common rail turbodiesel            |
| C300 d                  | 2021-     | OM654: 4-cyl radmotor DOHC | 1993 cm³      | 265 hk | Common rail turbodiesel            |
| C300 de                 | 2023-     | OM654: 4-cyl radmotor DOHC | 1993 cm³      | 313 hk | Common rail turbodiesel + elmotor  |
| C180                    | 2021-     | M254: 4-cyl radmotor DOHC  | 1496 cm³      | 170 hk | Direktinsprutning, turbo           |
| C200                    | 2021-     | M254: 4-cyl radmotor DOHC  | 1496 cm³      | 204 hk | Direktinsprutning, turbo           |
| C300                    | 2021-     | M254: 4-cyl radmotor DOHC  | 1999 cm³      | 258 hk | Direktinsprutning, turbo           |
| C300 e                  | 2022-     | M254: 4-cyl radmotor DOHC  | 1999 cm³      | 313 hk | Direktinsprutning, turbo + elmotor |
| C400 e                  | 2022-     | M254: 4-cyl radmotor DOHC  | 1999 cm³      | 381 hk | Direktinsprutning, turbo + elmotor |
| AMG C43                 | 2022-     | M139: 4-cyl radmotor DOHC  | 1991 cm³      | 408 hk | Direktinsprutning, turbo           |
| AMG C63 S E Performance | 2023-     | M139: 4-cyl radmotor DOHC  | 1991 cm³      | 680 hk | Direktinsprutning, turbo + elmotor |

## Bilder

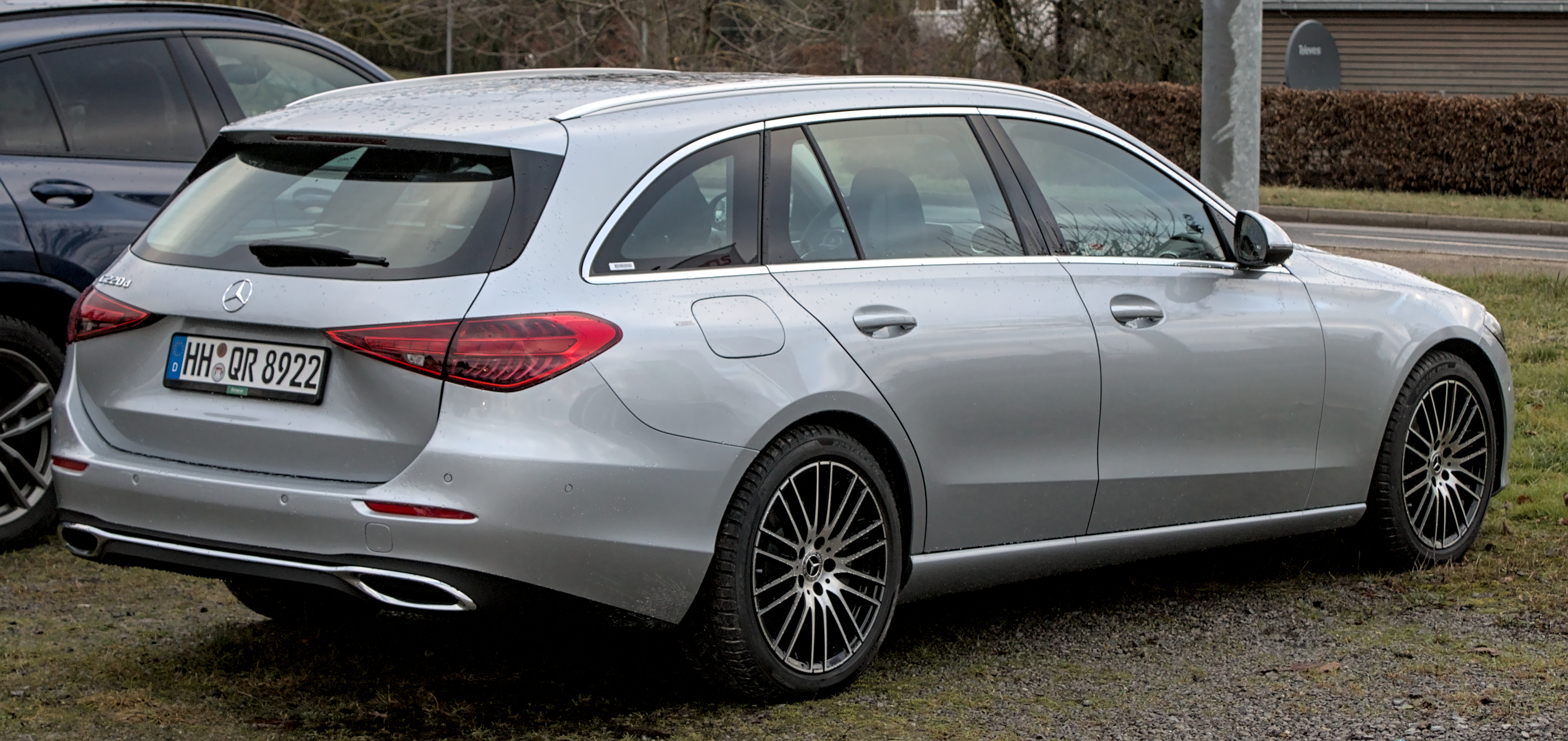
S206 kombi
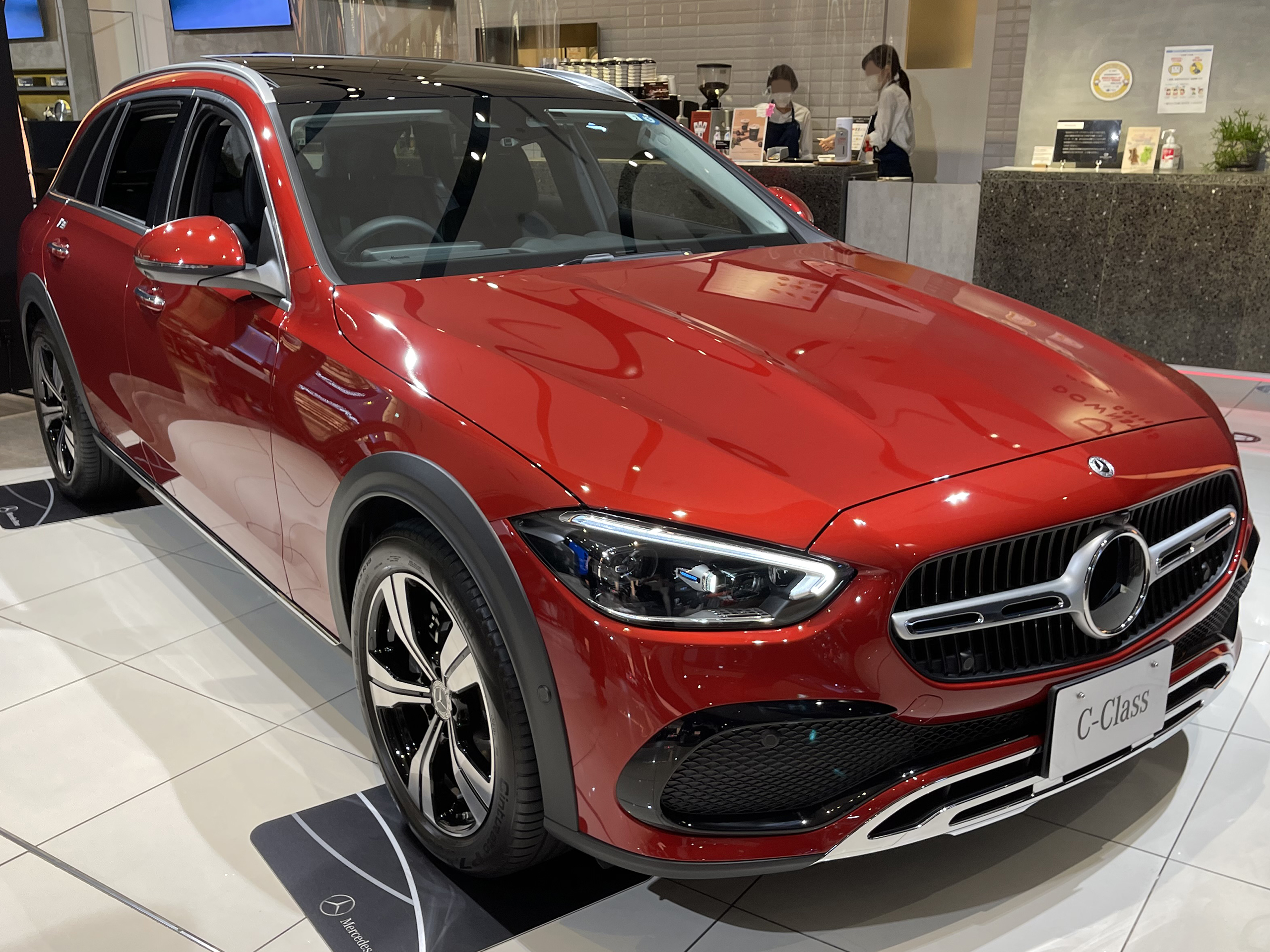
X206 All-Terrain
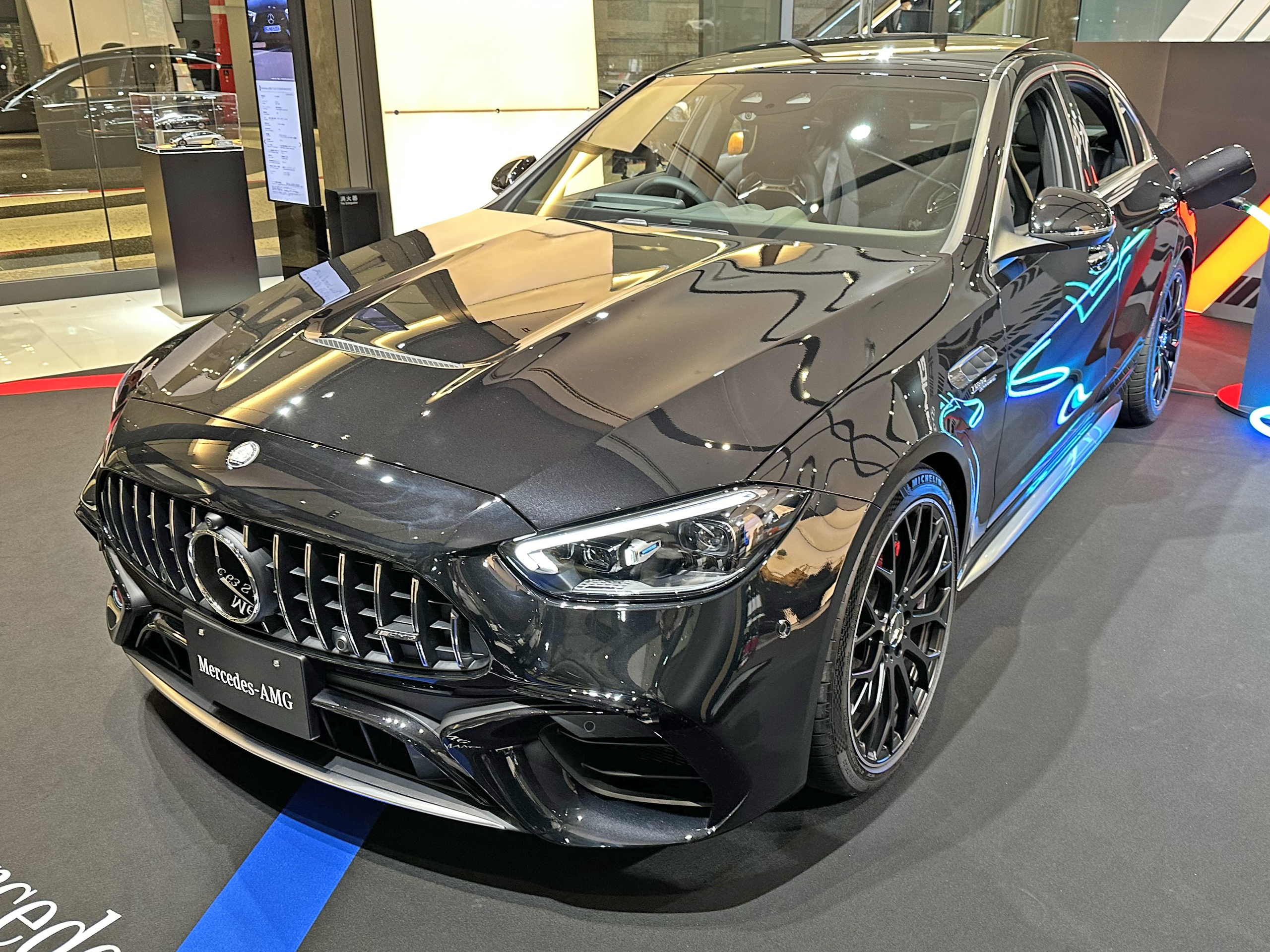
AMG C63 S E Performance